# Eysteinn Sigurðarson
Eysteinn Sigurðarson (* in Reykjavík) ist ein isländischer Schauspieler und Synchronsprecher.

## Leben
Eysteinn Sigurðarson wurde in Reykjavík geboren. Den Großteil seiner Kindheit verbrachte er in Madison im US-Bundesstaat Wisconsin. Er studierte Englisch und kreatives Schreiben an der University of Wisconsin–Madison. Anschließend machte er ein Schauspielstudium an der Kunstakademie Islands, das er 2015 mit dem Bachelor of Arts in Schauspiel abschloss. Nach seinem dortigen Abschluss schloss er sich dem Ensemble des Reykjavik City Theatre an.
Sein Fernsehschauspieldebüt machte Eysteinn Sigurðarson 2015 in der Fernsehserie Trapped – Gefangen in Island. Bis 2016 mimte er die Rolle des Hjálmar in insgesamt zehn Episoden. 2017 folgte eine Besetzung im Kurzfilm Örmagna. Im Folgejahr übernahm er in Ólgusjór eine weitere Rolle in einem Kurzfilm und wirkte zudem in zwei Episoden der Miniserie Mannasiðir mit. 2020 wirkte er in der Rolle des Curt im Spielfilm Der Spion mit. Außerdem übernahm er die Episodenrolle des Lazlo in der Miniserie Devs. Von 2020 bis 2022 stellte er in elf Episoden die Rolle des Wikingerkriegers Sigtryggr im Netflix Original The Last Kingdom dar.
Er lebt gemeinsam mit seiner Freundin, der isländischen Schauspielerin Salóme Gunnarsdóttir, in London. Die beiden lernten sich während ihrer gemeinsamen Zeit an der Kunstakademie Islands kennen.

## Filmografie (Auswahl)
- 2015–2016: Trapped – Gefangen in Island (Ófærð, Fernsehserie, 10 Episoden)
- 2017: Örmagna (Kurzfilm)
- 2018: Manners – Ich hab doch niemals Ja gesagt (Miniserie, 2 Episoden)
- 2018: Ólgusjór (Kurzfilm)
- 2020: Der Spion (The Courier)
- 2020: Devs (Miniserie, Episode 1x01)
- 2020–2022: The Last Kingdom (Fernsehserie, 11 Episoden)

## Theater (Auswahl)
- Pippi Longstocking, Reykjavik City Theatre
- Who's Afraid of Virginia Woolf?, Reykjavik City Theatre
- Mamma Mia!, Reykjavik City Theatre

## Synchronisationen (Auswahl)
- 2020: Assassin’s Creed Valhalla (Computerspiel)